# Fribourg Olympic
Il Fribourg Olympic è una squadra svizzera di pallacanestro, con sede a Friburgo.
Il Friburgo è una delle squadre storiche del campionato svizzero grazie alle sue numerose vittorie nazionali.

## Palmarès
- Campionati svizzeri: 22

1966, 1971, 1973, 1974, 1978, 1979, 1981, 1982, 1985, 1992, 1997, 1998, 1999, 2007, 2008, 2016, 2018, 2019, 2021, 2022, 2023, 2024
- Coppa di Svizzera: 12

1967, 1976, 1978, 1997, 1998, 2007, 2016, 2018, 2019, 2022, 2023, 2024
- Coppa di Lega Svizzera: 9

2007, 2008, 2009, 2010, 2018, 2020, 2022, 2024, 2025
- Supercoppa di Svizzera: 5

2016, 2020, 2021, 2022, 2024

## Roster 2023-24
| Fribourg Olympic Basket Club 2023-24 | Fribourg Olympic Basket Club 2023-24 |
| Giocatori                            | Staff tecnico                        |
| ------------------------------------ | ------------------------------------ |

| N. | Naz.                                          | Ruolo | Nome                      | Anno | Alt.   | Peso |  |
| -- | --------------------------------------------- | ----- | ------------------------- | ---- | ------ | ---- |  |
| 2  | Stati Uniti (bandiera)                        | PG    | Eric Nottage              | 1994 | 187 cm |      |  |
| 3  | Stati Uniti (bandiera)                        | P     | Ross Williams             | 2000 | 178 cm |      |  |
| 6  | Svizzera (bandiera)                           | PG    | Jonathan Kazadi           | 1991 | 194 cm |      |  |
| 13 | Svizzera (bandiera)                           | A     | Killian Martin            | 1998 | 203 cm |      |  |
| 14 | Senegal (bandiera)                            | C     | Cheikh Sane               | 1992 | 207 cm |      |  |
| 20 | Svizzera (bandiera)                           | AC    | Arnaud Cotture            | 1995 | 203 cm |      |  |
| 23 | Stati Uniti (bandiera)                        | A     | Xavier Green              | 1996 | 198 cm |      |  |
| 24 | Svizzera (bandiera)                           | GA    | Roberto Kovac             | 1990 | 190 cm |      |  |
| 25 | Svizzera (bandiera)                           | PG    | Dylan Ducommun-dit-Verron | 2004 | 186 cm |      |  |
| 27 | Svizzera (bandiera) · Francia (bandiera)      | A     | Aloïs Leyrolles           | 2004 | 203 cm |      |  |
| 31 | Svizzera (bandiera) · RD del Congo (bandiera) | A     | Rodin Sangwa              | 2002 | 200 cm |      |  |
| 33 | Svizzera (bandiera)                           | PG    | Nikola Aleksic            | 2005 | 180 cm |      |  |
| 99 | Svizzera (bandiera) · Francia (bandiera)      | A     | Natan Jurkovitz (C)       | 1995 | 202 cm |      |  |

| Allenatore                                                                                       |
| - Thibaut Petit                                                                                  |
| Assistente/i                                                                                     |
| - Patrick Pembele - Phivos Livaditis Legenda - (C) Capitano - (IN) Inattivo - Infortunato Roster |

## Cestisti importanti
| - Johnathan Edwards 1992-93, 1996-97 - Harold Mrazek 1991–93, 1996–99, 2006–08 - Patrick Koller 1992–99, 2001–04 - Duško Ivanović 1993/94, 1995/96 - Voise Winters 1994/95 - / Lewis Sims 1997/98 - John Best 1998/99 - Maxime Jaquier 1998-2003 | - Norbert Valis 1998/99, 2001/02 - / Marko Verginella 1999/2000 - / Peter Lisicky 2001 - Maurice Jeffers 2002 - Dave Esterkamp 2004–2012 - / Trésor Quidome 2006–12 - Edwin Draughan 2012-2014 | - Oliver Vogt 2006–2012 - Marcus Sloan 2007–09 - Ken Johnson 2007/08 - Valentin Wegmann 2015- - Josh Almanson 2012-2013 - Evrard Atcho 2009-2010 - Vladimir Buscaglia 2008-2011 - Westher Molteni 2015-2017 |

## Cronologia allenatori
- ????-????:  Bernard Chassot
- ????-????:  Jean-Claude Vial
- 1964-1970:  Hagop Tutundjian
- 1970-1972:  Robert Koller
- 1972-1977:  Celestín Mrázek
- 1977-1980:  Edward Klimkowski
- 1981-1982:  Hugo Harrewijn
- 1982-1983:  Ed Miller
- 1983-1986:  Matan Rimac
- 1986-1988:  Hugo Harrewijn
- 1988-1992:  Joe Whelton
- 1992-1993:  Celestín Mrázek e  Kurt Eicher
- 1993-1995:  Vladimir Karati
- 1995-1999:  Duško Ivanović
- 1999-2001:  Ken Scalabroni
- 2001:  Milutin Nikolić
- 2001-2005:  Patrick Koller
- 2005-2013:  Damien Leyrolles
- 2013-2023:   Petar Aleksić
- 2023-:  Thibaut Petit